# Radha Poonoosamy
Radha Poonoosamy (nhũ danh của bà là Padayachee, sinh ngày 18 tháng 9 năm 1924 - mất vào tháng 1 năm 2008) là tên của một nữ chính trị gia người Mauritius và là nhà hoạt động vì quyền bình đẳng giới cho phụ nữ. Ngoài ra, bà còn là người phụ nữ đầu tiên trong nước đứng đầu bộ nội các.
Bà được sinh ra ở thành phố Durban, Nam Phi. Và tổ tiên của bà là người Ấn Độ theo đạo Công giáo di cư sang.
Bà học ở trường đại học Natal, Nam Phi. Tại đây, bà Radha được mệnh danh là "kẻ thù không đội trời chung với sự phân biệt chủng tộc". Sau đó, bà trở thành thành viên của hội đồng sinh viên trong đảng chính trị Kiều bào Ấn Độ (tiếng Anh: Indian National Congress) với mục đích là cùng phân biệt sắc tộc với người Ấn Độ tại Nam Phi. Tiếp đến, bà trở thành người đứng đầu trong tầng lớp phụ nữ rồi vào đảng Quốc hội châu Phi (tiếng Anh: African National Congress) để làm thành viên của ban điều hành tại đó.
Vào năm 1952, bà kết hôn với nhà vật lí học tên là Valaydon Poonoosamy. Rồi sang Mauritius định cư và nhập quốc tịch tại đó. Công việc hoạt động chống phân biệt giới tính của bà vẫn tiếp tục.
Năm 1975, bà Poonoosamy được bầu vào nghị viện rồi trở thành nữ bộ trưởng đầu tiên. Sau đó, bà cũng là người góp phần làm cho dự luật phân biệt giới tinh được thông qua.